# Warley do Silva Santos
Warley Silva dos Santos, kurz Warley, (geboren am 13. Februar 1979 in Sobradinho, DF) ist ein Fußballtrainer und ehemaliger brasilianischer Fußballspieler.

## Karriere

### Spieler
Warley begann seine Karriere 1997 beim Verein Coritiba FC, stand dann in der Saison 1997/98 beim Verein Athletico Paranaense unter Vertrag, ehe er 1998 beim italienischen Verein Udinese Calcio unterschrieb. Sein Debüt in der Serie A gab er am 19. September 1999 gegen Juventus Turin, welches der Verein mit einem 1:4 verlor. Im September 2000 reiste er für die UEFA Europa League nach Polen für das Spiel gegen Polonia Warschau. Polnische Beamte stellten fest, dass der Pass gefälscht war und eigentlich seinem Teamkollegen Alberto Valentim gehörte. Danach wurde er an den Verein Grêmio Porto Alegre ausgeliehen. Im Juni 2001 wurde Warley zusammen mit seinen Teamkollegen Alberto Valentim, Jorginho Paulista und Alejandro da Silva für ein Jahr gesperrt. Am 13. Jänner 2002 wurde die Sperre vorzeitig aufgehoben, sein erstes Spiel nach der Sperre absolvierte er am selben Tag. Mitte 2003 kehrte er wieder nach Brasilien zurück, unterschrieb einen Vertrag beim Verein AD São Caetano und spielte dort zwei Campeonato Brasileiro de Futebol A Saisonen. In der Saison 2005/06 stand er beim Verein SE Palmeiras unter Vertrag, dann bis zur Saison 2007/08 bei verschiedenen Vereinen. In der Saison 2008/09 bekam er einen Vertrag vom Verein ABC Natal angeboten und rettete den Verein vor dem drohenden Abstieg in die Liga Serie C. In der Saison 2009/10 stand er für den Verein Vila Nova FC unter Vertrag, 2011 wechselte er zum Verein FC Treze. Er half dem Verein die Staatsmeisterschaft von Paraíba 2011 zu gewinnen. 2012 war er beim Verein Campinense Clube, 2013 beim Verein Botafogo FC (PB) und 2014 bekam er einen Vertrag beim Verein Ríver AC. Bei dem Klub blieb Warley bis Ende 2015. Danach ging er zum Botafogo FC zurück, wo er 2017 seine aktive Laufbahn beendete.

### Trainer
Direkt nach seiner aktiven Spielerlaufbahn wurde Warley 2018 Trainer beim Botafogo FC. Zum Start der Saison 2021 wurde er Trainer beim Nacional AC (PB). Nach Austragung der Staatsmeisterschaft ging er im Mai des Jahres zum Sousa EC, um diesen in der Série D zu betreuen. Hier wurde er Ende Juli vorzeitig entlassen.

## Erfolge
Athletico Paranaense
- Staatsmeisterschaft von Paraná: 1998

Grêmio Porto Alegre
- Staatsmeisterschaft von Rio Grande do Sul: 2001
- Copa do Brasil: 2001

São Caetano
- Staatsmeisterschaft von São Paulo: 2004

Brasiliense
- Distriktmeisterschaft von Brasília: 2007

Treze
- Staatsmeisterschaft von Paraíba: 2011

Campinense
- Staatsmeisterschaft von Paraíba: 2012

Botafogo
- Staatsmeisterschaft von Paraíba: 2013, 2017
- Série D: 2013

## Auszeichnungen
- Torschützenkönig Staatsmeisterschaft von Paraíba: 2012 (22 Tore), 2013 (14 Tore)